# Emanuel Schikaneder
Emanuel Schikaneder, de son vrai nom Johann Joseph Schikeneder, est un acteur, chanteur, metteur en scène, poète et directeur de théâtre né à Straubing le 1er septembre 1751, dans une famille très modeste (son père était laquais), et mort à Vienne le 21 septembre 1812,.

## Biographie
Orphelin de père très jeune, il fait commerce d'objets pieux à Ratisbonne. Il joue du violon dans des tavernes pour nourrir la famille.
Dès 1773, il suit plusieurs troupes ambulantes comme chanteur et comme acteur, dont celle d'Andreas Schopf. Il joue Hamlet, Macbeth ou Richard III. Après avoir épousé une de ses partenaires, Eleonore Arth, il dirige son propre théâtre itinérant de 1778 à 1784 et monte comédies et Singspiele. Cela le conduit en 1780 à Salzbourg, où il fait la connaissance de Wolfgang Amadeus Mozart. 
À Vienne, il dirige le Kärntnertortheater à partir de 1785 et joue également au Burgtheater. Il dirige le Stadttheater de Ratisbonne à partir de 1787, pour deux saisons. En 1790, il prend la succession de Christian Rossbach  à la direction du Theater auf der Wieden où le 30 septembre 1791 a lieu la première de son plus grand succès, La Flûte enchantée, dont il écrivit le livret pour Mozart. Il participa également à la première en jouant le rôle de Papageno.
Malgré des succès (inauguration du Theater an der Wien, 1801), il connaît des revers de fortune importants. De 1807 à 1809, Schikaneder dirige le théâtre de Brno, à nouveau sans succès. Souffrant d'une maladie mentale, il meurt dans le dénuement, victime de l'évolution des goûts du public.
Il a écrit 55 pièces de théâtre et 44 livrets d'opéra. Il a collaboré avec Sonnleithner au livret du Fidelio de Beethoven.

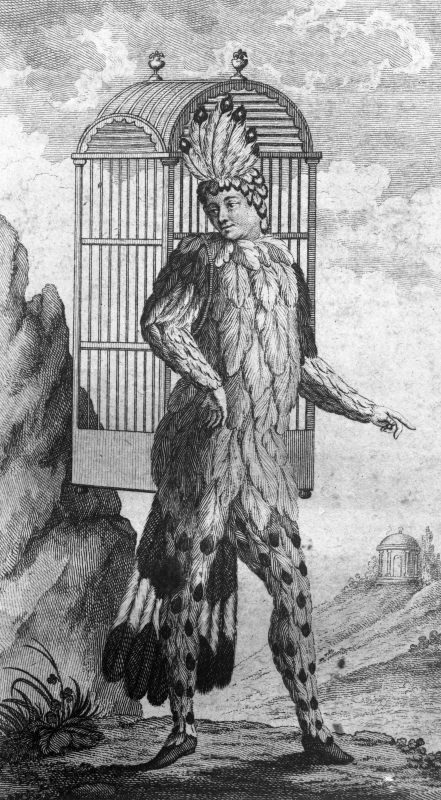
Dessin représentant Emanuel Schikaneder dans le rôle de Papageno.